# Agaricia fragilis
El coral Agaricia fragilis pertenece a la familia Agariciidae, enmarcada en el grupo de los corales duros, orden Scleractinia.
Su esqueleto es macizo y está compuesto de carbonato cálcico. Tras la muerte del coral, su esqueleto contribuye a la generación de nuevos arrecifes en la naturaleza, debido a que la acción del CO2 convierte muy lentamente su esqueleto en bicarbonato cálcico, sustancia ésta asimilable directamente por las colonias coralinas.

## Morfología
La especie conforma corales foliosos, con hojas que se desarrollan siguiendo el contorno del sustrato en el que se encuentren. El margen de las hojas es fino y más pálido de coloración.
Colonia meandroide en forma de plato o taza, adherido al sustrato mediante un pedicelo central o por una incrustación parcial. A partir del pólipo fundador, las colonias se extienden en un patrón concéntrico de coralitos pequeños, formando generalmente colonias semicirculares, hasta de 20 cm de longitud.
El color del tejido del pólipo puede ser púrpura, chocolate-amarillo, café, canela-verde.

## Hábitat y distribución
Por lo general se encuentra habitando en sitios protegidos, como grietas y cuevas que se forman entre las colonias grandes de otras especies de coral, en la parte posterior del arrecife, siendo más común en las zonas profundas del arrecife, entre 10 y 102 m de profundidad.
Su distribución geográfica comprende el Caribe, Golfo de México y la costa occidental tropical del océano Atlántico.

## Alimentación
Los pólipos contienen algas simbióticas; mutualistas, ambos organismos se benefician de la relación, llamadas zooxantelas. Las algas realizan la fotosíntesis produciendo oxígeno y azúcares, que son aprovechados por los pólipos, y se alimentan de los catabolitos del coral, especialmente fósforo y nitrógeno. Esto les proporciona del 70 al 95% de sus necesidades alimenticias. El resto lo obtienen atrapando plancton.

## Reproducción
Las colonias producen esperma y huevos que se fertilizan en el agua, aunque en algunas zonas ecuatoriales incuban las larvas internamente.
Las larvas deambulan por la columna de agua hasta que se posan y fijan en el lecho marino, una vez allí se convierten en pólipos y comienzan a secretar carbonato cálcico para construir su esqueleto o coralito. 
Asimismo, se reproducen asexualmente por gemación intratentacular, dando origen a otros ejemplares, y así, conformando la colonia.

## Mantenimiento
La iluminación debe ser entre baja y moderada, debido a que habitan mayoritariamente en zonas intermedias o profundas del arrecife, y la corriente suave.
Algunos estudios consideran importante mantener niveles adecuados de estroncio, 10 ppm, y yodo en nuestro acuario, además del resto de parámetros obligados del acuario marino: salinidad, nitratos, fosfatos, calcio, magnesio y oligoelementos.
Se recomiendan cambios de agua semanales del 5% del volumen del acuario.